# Jōjō Masashige
Jōjō Masashige est un nom japonais traditionnel ; le nom de famille (ou le nom d'école), Jōjō, précède donc le prénom (ou le nom d'artiste).
Jōjō Masashige (上条 政繁, 1545-25 septembre 1643) est un samouraï de l'époque Sengoku et du début de l'époque d'Edo au service du clan Uesugi.
Masashige apporte la victoire à plusieurs de ses alliés en mobilisant ses troupes des provinces d'Etchū et de Kozuke. Après la mort de son précédent seigneur, Uesugi Kenshin, il tombe en désaccord avec le nouveau successeur et fils de Kenshin, Uesugi Kagekatsu. Plus tard, il sert Tokugawa Ieyasu à la bataille de Sekigahara.

## Source de la traduction
- (en) Cet article est partiellement ou en totalité issu de l’article de Wikipédia en anglais intitulé « Jōjō Masashige » (voir la liste des auteurs).